# Trinity College (Cambridge)
O Trinity College foi fundado por Henrique VIII em 1546 como a parte da Universidade de Cambridge, na cidade de Cambridge, Reino Unido. Desde então, o Trinity tem florescido e tem crescido, e está agora com mais ou menos 600 graduandos, 300 graduados, e sobre 160 companheiros. A instituição existe para dar a seus membros uma recompensa, com grandes recursos, e o lugar intelectual inspirando em que para perseguir a educação e a pesquisa.
Os príncipes, os espiões, os poetas e os principais ministros ingleses foram alunos do Trinity, e os membros da faculdade vão sobre a uma escala muito larga das profissões e carreiras após ter feito exame de graus em todos os assuntos que a universidade oferece. A vida da faculdade é vívida e diversa, com os estudantes oriundos de toda parte do mundo, e diferentes escolas no Reino Unido.